# Iglesia de Teone
La Iglesia de Teonetambién conocida alternativamente como la Iglesia Católica de Teone o Centro Católico de Teone (en inglés: Teone Church) es el nombre que recibe un edificio religioso que se encuentra en Vaiaku en la costa sur de la isla de Fongafale, en el atolón de Funafuti , que es el centro económico del pequeño país de Oceanía de Tuvalu.
A pesar de sus pequeñas dimensiones es el principal templo católico del lugar. Sigue el rito romano o latino y depende de la misión sui iuris de Funafuti (Missio sui iuris Funafutina), afiliada a la Congregación para la Evangelización de los Pueblos y sufragánea de la Arquidiócesis Metropolitana de Samoa-Apia (Archidioecesis Samoa-Apiana o Puleaga Fa'aakiepikopo Samoa-Apia).
Está bajo la responsabilidad pastoral de Reynaldo B. Getalado, quien es originario de Filipinas.